# Heimattreue Deutsche Jugend
Heimattreue Deutsche Jugend, Hembygdstrogen tysk ungdom (HDJ), var en tysk ungdomsorganisation med ca 400 medlemmar, som från och med den 31 mars 2009, är förbjuden enligt den tyska föreningslagen.

## Historik
Organisationen som bildades 1990 betecknade sig själv som en miljörörelse, men enligt Verfassungsschutz var organisationens verkliga mål att skapa en nazistisk elit, bland annat genom sommarläger för barn och ungdom, där deltagarna indoktrinerades med nazistiskt tankegods. Vid ett tillslag 2008 mot ett av dessa läger hittades stora mängder material med hakkors, vilket är förbjudet i Tyskland.
Den tyska regeringen hävdar att HDJ också hade kopplingar till andra nazigrupper.